# دلیلا هاتوئل
دلیلا هاتوئل (عبری: דלילה חטואל‎؛ زادهٔ ۱۵ نوامبر ۱۹۸۰) یک شمشیرباز اسلحه فلوره اهل اسرائیل است. او به نمایندگی از اسرائیل در بازی‌های المپیک تابستانی ۲۰۰۸ پکن چین شرکت کرد و در رتبه یازدهم قرار گرفته است.
دلیلا در عکا زاده شد. برادرش مائور هاتوئل، و عمه‌اش، لیدیا هاتوئل-زاکرمن، و عموی او، اسحاق هاتوئل، همگی به ورزش شمشیربازی پرداخته‌اند.
دلیلا به همراه پدر و عمه‌اش در باشگاهی به کودکان یهودی و عرب ورزش شمشیربازی را آموزش می‌دهند.